# Provincia di Castilla
La provincia di Castilla è una provincia del Perù, situata nella regione di Arequipa.

## Geografia antropica

### Suddivisioni amministrative
È divisa in 14 distretti:
- Aplao[2]
- Andagua[3]
- Ayo[4]
- Chachas[5]
- Chilcaymarca[6]
- Choco[7]
- Huancarqui[8]
- Machaguay[9]
- Orcopampa[10]
- Pampacolca[11]
- Tipán[12]
- Uñón[13]
- Uraca[14]
- Viraco[15]